# Osservatorio di Village-Neuf
L'osservatorio di Village-Neuf è un osservatorio astronomico francese situato presso l'omonima località, alle coordinate 47°36′17.52″N 7°34′18.12″E. Il suo codice MPC è 138 Village-Neuf.
Il Minor Planet Center gli accredita la scoperta di due asteroidi effettuate tra il 1998 e il 2005.
| 15037 Chassagne | 22 novembre 1998 |